# Faktenbox
Unter Faktenboxen (englisch factboxes) versteht man medizinische Entscheidungshilfen, in denen Gesundheitsinformationen aus wissenschaftlichen Studien in einem prägnanten Frage-Antwort-Prinzip aufbereitet und zentrale Informationen tabellarisch und / oder grafisch dargestellt werden. Thematische Schwerpunkte sind Gegenüberstellungen von Nutzen und Schaden bei medizinischen Behandlungen, Screeningmaßnahmen oder Eingriffen.

## Format
Qualitätsgesicherte Gesundheitsinformationen sind für Laien oft schwer zu finden und zu verstehen. Bei einer Faktenbox handelt es sich um ein Format, das Gesundheitsinformationen knapp und laienverständlich aufbereitet. Nutzen und Schaden werden in absoluten Zahlen in einer Tabelle angezeigt, die ermöglicht, die Ergebnisse für Personen, die eine bestimmte Behandlung oder Intervention erhalten haben, mit den Ergebnissen für Personen zu vergleichen, die diese Behandlung nicht erhalten haben (oder die ein Placebo, z. B. eine Zuckerpille, erhalten haben). Faktenboxen verwenden keine Statistiken, die für den Leser irreführend sein könnten, wie z. B. relative Risiken, oder Fünf-Jahres-Überlebensraten für das Screening. Darüber hinaus werden medizinische Fachbegriffe und Verfahren erklärt.

## Bedeutung
Vorbild für Faktenboxen ist die tabellarische oder / und graphische Gegenüberstellung von Aktiva und Passive im Finanzwesen (Bilanzierung, Format Balance Sheet). Ursprünglich in den USA für Themen aus dem Arzneimittelbereich entwickelt, fassen Faktenboxen die beste verfügbare medizinische Evidenz zu Nutzen und Schaden von Gesundheitsmaßnahmen ausgewogen und verständlich zusammen. Dabei geben Faktenboxen grundsätzlich keine Empfehlung, sondern ermöglichen der Leserschaft, mithilfe des vermittelten Wissens eine informierte Entscheidung zu treffen.
Faktenboxen können verwendet werden, um Behandlungsalternativen mit einem Arzt zu besprechen. Darüber hinaus können zusätzliche Informationsquellen bereitgestellt werden, indem digitale Medien verwendet werden, um die in Faktenboxen enthaltenen Informationen visuell darzustellen.
Studien haben gezeigt, dass das Format das Verständnis der Menschen für gesundheitsbezogene Risikokommunikation verbessert.

## Faktenboxen des Harding-Zentrums für Risikokompetenz
Seit 2009 entwickelt das Harding-Zemtrum für Risikokompetenz gemeinsam mit anderen Organisationen deutschsprachige Faktenboxen zu verschiedenen medizinischen Versorgungsbereichen. Bis März 2022 wurden folgende Themen bearbeitet: Impfungen (HPV-Impfung, Keuchhusten, Grippeschutzimpfung, Masern-Mumps-Röteln-Impfung), Gesundheits-Check-ups, Nahrungsergänzungsmittel, Rückenschmerzen, Antibiotika-Therapie, Krebsfrüherkennung, Herz-Kreislauf-Erkrankungen, Arthrose des Kniegelenks, Mandeloperationen, Schwangerschaft und Geburt, Homöopathie.
Das Harding-Zentrum beteiligt sich am Programm „Verlässliches Gesundheitswissen“ des Deutschen Netzwerks Gesundheitskompetenz (DNGK).